# イースvs.空の軌跡 オルタナティブ・サーガ
- イースシリーズ > イースvs.空の軌跡 オルタナティブ・サーガ
- 英雄伝説シリーズ > 軌跡シリーズ > 英雄伝説VI 空の軌跡 > イースvs.空の軌跡 オルタナティブ・サーガ

『イースvs.空の軌跡 オルタナティブ・サーガ』（イースvs そらのきせき オルタナティブ・サーガ）とは、日本ファルコムが開発し2010年7月29日に発売されたPlayStation Portable (PSP) 向け対戦アクションゲーム。同社の看板作品である〈イースシリーズ〉と『英雄伝説VI 空の軌跡』のキャラクターをプレイキャラクターとする、お祭りゲームである。

## 世界設定
基本的な世界設定はファルコムの代表作のひとつである『ザナドゥ』の物を踏襲しており、かつて桃源郷と謳われた《ザナドゥ》に復活した《魔王ガルシス》を倒すために異世界から戦士が召喚される、というものになっている。

## 開発経緯
この作品の制作されることになった理由は大きく2つある。一つは、『Ys SEVEN』制作の中で、PSPでの制作ならばアドホック機能も利用したいとの案が出たが、予定に盛り込んでいなかったため断念しており、いずれはアドホックで協力・対戦できる作品を作ろうとなったこと。そしてもう一つは、『空の軌跡』がコマンド選択型のRPGながらも格闘ゲーム並みにアクションパターンが多彩であり、制作の途中でアクションにしても通用しそうだという話題がでた事である。そしてどちらもこれまでにファルコムがやったことの無い分野であったことから、挑戦してみようということになり、本作の制作が決定された。
〈イース〉と『空の軌跡』という2作品を選んだのはファルコムの看板作品ということもあるが、「アドルとヨシュアのどちらが強い」といった話題で盛り上がるのを実現した感じであり、また2作をPSPに移植してファンが増えたため、お祭りをして盛り上げようという理由によるものである。
開発段階では、登場キャラクターとしては40人の候補が挙がっていた。

## 発表経緯
- 2009年11月27日発売[4]の『電撃PlayStation』において、『イースVS空の軌跡』（仮称）が開発中であることが発表される。
- 2010年3月12日にIR情報で『イースvs.空の軌跡 オルタナティブ・サーガ』の名称で2010年7月29日に発売する事を発表。同日発売の『電撃PlayStation』で特集記事が掲載される。

## ゲームシステム
フィールド画面でマップを選択し、選択したマップに応じてイベントと戦闘が発生する。マップはそれぞれの作品の世界をベースにしたものとなっており、『イースI』のダームの塔、『イースII』の女神の王宮、『Ys SEVEN』の炎の神殿、『空の軌跡』のツァイス中央工房とブライト家とロレントが公開されている。
戦闘における基本システムは『Ys SEVEN』のシステムをベースにしており、さらにジャンプ、空中ダッシュが追加されている。
モナショップでの、アイテム強化、スキル購入などもある。

## プレイキャラクター

### イースシリーズ
アドル・クリスティン
声：草尾毅
専用ステージ：女神の王宮 (II)
専用アクセサリー：アレキサンドライト
〈イースシリーズ〉の主人公。冒険家。武器は片手剣と盾。セリフをしゃべるのは、『III』以来となる。モードによってはイースシリーズ同様の喋らない仕様もある。ストーリー、アーケード、フリーモードのデフォルトキャラクター。
ドギ
声：玄田哲章
専用ステージ：ダームの塔 (I)
専用アクセサリー：トルマリン
アドルの相棒。武器は己の拳と蹴り。アーケード、フリーモードのデフォルトキャラクター。
マイシェラ (VII)
声：平尾明香
専用ステージ：カイロス・風の聖地 (VII)
専用アクセサリー：エメラルド
盲目の巫女。攻撃は広範囲魔法が主体。
ガッシュ（VI・VII）
声：佐藤拓也
専用ステージ：ゼメスの聖地 (VI)
専用アクセサリー：ブラックオニキス
『VI』より登場した傭兵。武器はハルバート。ストーリー、アーケード、フリーモードのデフォルトキャラクター。
アイシャ (VII)
声：三上枝織
専用ステージ：アルタゴ公宮 (VII)
専用アクセサリー：サファイア
アルタゴ公国の公女。武器は弓矢。アーケード、フリーモードのデフォルトキャラクター。
エルク (VII)
声：安田早希
専用ステージ：シャヌアの森 (VII)
専用アクセサリー：トパーズ
シャヌアの里長・ファティマの孫息子。武器は双刃。
クルシェ (VII)
声：佐々木愛
専用ステージ：セグラム・炎の神殿 (VII)
専用アクセサリー：ルビー
セグラムの里長・ムスタファの妹、アルタゴ公国の将軍・ドライゼンの娘。武器は槌。
チェスター（III及びフェルガナ）
声：伊藤健太郎
専用ステージ：バレスタイン城（フェルガナ）
専用アクセサリー：アメジスト
エレナの兄。リメイク『フェルガナ』の姿で登場。武器は、剣、二刀流使い。

### 空の軌跡
エステル・ブライト
声：神田朱未
専用ステージ：ブライト家
専用アクセサリー：サンストーン
『空の軌跡』の主人公。遊撃士協会の正遊撃士。武器は棒術具。ストーリー、アーケード、フリーモードのデフォルトキャラクター。
ヨシュア・ブライト
声：斎賀みつき
専用ステージ：ロレント
専用アクセサリー：ムーンストーン
エステルの義弟で遊撃士協会の正遊撃士。かつては《身喰らう蛇》の執行者であり《漆黒の牙》と呼ばれていた。武器は双剣。アーケード、フリーモードのデフォルトキャラクター。
オリビエ・レンハイム
声：子安武人
専用ステージ：ルシタニア号
専用アクセサリー：マラカイト
エレボニア帝国の皇子。武器は導力銃。アーケード、フリーモードのデフォルトキャラクター。
ティータ・ラッセル
声：今野宏美
専用ステージ：ツァイス中央工房
専用アクセサリー：ガーネット
高名な導力学者の孫娘。武器は遠距離攻撃が可能な導力砲。ストーリー、アーケード、フリーモードのデフォルトキャラクター。
レン
声：西原久美子
専用ステージ：幻影城
専用アクセサリー：オブシディアン
《身喰らう蛇》の執行者で、《殲滅天使》の異名を持つ。武器は大鎌。
クローゼ・リンツ
声：皆口裕子
専用ステージ：グランセル城
専用アクセサリー：アクアマリン
リベール王国の王太女で、本名クローディア・フォン・アウスレーゼ。武器は細剣。ストーリー、アーケード、フリーモードのデフォルトキャラクター。服装グラフィックはSC中盤までのジェニス王立学園の制服。
アガット・クロスナー
声：近藤孝行
専用ステージ：ラヴェンヌ村
専用アクセサリー：カーネリアン
赤毛の若手遊撃士。武器は異名にもなっている重剣。アーケード、フリーモードのデフォルトキャラクター。
レーヴェ
声：緑川光
専用ステージ：アクシスピラー
専用アクセサリー：ダイヤモンド
《身喰らう蛇》の執行者で、《剣帝》の異名を持つ。武器は異界の剣。

### その他
ロイド・バニングス
声：柿原徹也
専用ステージ：クロスベル
専用アクセサリー：オパール
『英雄伝説VII』の主人公。武器はトンファー。

## サポートキャラクター
ジュリオ&クリス
『英雄伝説III 白き魔女』の主人公2人。
レア&フィーナ
『イースI・II』『オリジン』に登場するかつてイースを治めていた2人の女神。『II』エターナル以降の仕様となっている。
ダルク＝ファクト
『イースI』のラスボスで、神官ファクトの子孫。
シェラザード・ハーヴェイ
『空の軌跡』に登場するエステルの姉貴分にして《銀閃》の異名を持つ女遊撃士。
シグルーン
『Ys VII』登場のアイシャの守役。支援キャラとして登場。
エレナ
『Ys III及びフェルガナ』に登場のチェスターの妹。支援キャラとして登場。『フェルガナ』のインフェルノモードをクリアーした時のコスチュームで登場し、手には『フェルガナ』の最強武器を装備している。
ムスタファ
『Ys VII』登場のセグラムの里長・クルシェの兄、アルタゴ公国の将軍・ドライゼンの息子。
エリィ・マクダエル
『英雄伝説VII』登場のヒロイン。
ピピロ&ポックル
『ツヴァイ!!』の主人公2人。
カンパネルラ
『空の軌跡』に登場する《身喰らう蛇》の執行者で、《道化師》の異名を持つ。
ジン
『空の軌跡』に登場するA級遊撃士で、《不動》の異名を持つ。
アネラス
『空の軌跡』に登場する若手女遊撃士。
ジョゼット
『空の軌跡』に登場する空賊《カプア一家》の紅一点。
ギルバート
『空の軌跡』に登場する《身喰らう蛇》の猟兵。
リリア
『Ys II』登場のランスの村の娘。
オルハ
『Ys VI』登場のレダ族の巫女。巫女のみの白い肌が特徴。
エルンスト
『Ys VI』登場のガッシュの兄。キサ、セラ、ユエの最初の持ち主である。
ティア&マヤ
『Ys VII』登場のアルタゴ公国の旧市街にいる姉妹。
ケビン
『空の軌跡』に登場する《外法狩り》の異名を持つ星杯騎士団の守護騎士。『the 3rd』の主人公。
リース
『空の軌跡 the 3rd』のヒロイン。七耀教会のシスターにして星杯騎士団の従騎士でもある。
ドーラ
『ブランディッシュ』登場の女魔法使い。
ぐるみんズ
『ぐるみん』の主人公パリンとその友達であるオバケたち。
ユニカ&ユーゴ
『オリジン』登場の主人公の2人。ユニカは神官・トバの子孫で、『I』のジェバ、サラ、『I・II』のゴーバンの先祖。ユーゴは神官・ファクトの子孫で『I』のダルク・ファクト、『II』のキース、マールの先祖でもある。
カシウス
『空の軌跡』に登場するエステルの父にして王国軍准将。

## キーキャラクター
ラッピィ
声：進藤尚美
主人公達を導く謎の生物。言葉を話せる。プレイヤーキャラクターが〈イースシリーズ〉の場合はピッカード、『空の軌跡』の場合はポムの姿になる。
モナ
声：髙橋涼子
日本ファルコムのマスコットキャラクター。彼女へのプレゼントを購入するために店屋でアルバイトをしている。
モナークモナークのキャラクター。
キサ、ユエ、セラ
声：渡辺未来、津田美波、丸山未沙希
初出典は『Ys VI』から登場のガッシュの兄・エルンストつきの人造妖精（ホムンクルス）達。諸事情でガッシュと同行する事になる。
ミッシェル・ド・ラップ・ヘブン
声：石田彰
〈ガガーブトリロジー〉に登場の大魔道士。
魔王・ガルシス
声：藤本たかひろ
『ザナドゥ』シリーズに登場するボス。今作ではアレンジした姿で登場する。

## ドラマCD

### イース&空の軌跡vs.ヴァン・ジョー
ドラマCD同梱版限定。『イースvs.空の軌跡 オルタナティブ・サーガ』のドタバタコミカルアフターストーリーである。

### キャスト
- アドル、ダン：草尾毅
- エステル：神田朱未
- ヨシュア：斎賀みつき
- アイシャ：三上枝織
- ガッシュ：佐藤拓也
- オリビエ：子安武人
- アガット：近藤孝之
- ティータ：今野宏美
- エリカ：雪野五月
- ダーム、ガルバラン、アグニージャ、ギャラクシー・ヴァン・ジョー、ナレーション：銀河万丈